# Lisa Zaar
Lisa Zaar (* 30. April 2000) ist eine schwedische Tennisspielerin.

## Karriere
Zaar spielt vorrangig auf Turnieren der ITF Women’s World Tennis Tour und konnte bereits zwei Titel im Einzel und 17 im Doppel gewinnen.

## Turniersiege

### Einzel
| Nr. | Datum             | Turnier | Kategorie | Belag             | Finalgegnerin      | Ergebnis      |
| --- | ----------------- | ------- | --------- | ----------------- | ------------------ | ------------- |
| 1.  | 26. November 2023 | Antalya | ITF W15   | Sand              | Natalija Senić     | 6:2, 6:1      |
| 2.  | 3. November 2024  | Täby    | ITF W15   | Hartplatz (Halle) | Stéphanie Visscher | 3:6, 6:1, 6:4 |

### Doppel
| Nr. | Datum              | Turnier                  | Kategorie   | Belag             | Partnerin                  | Finalgegnerinnen                           | Ergebnis          |
| --- | ------------------ | ------------------------ | ----------- | ----------------- | -------------------------- | ------------------------------------------ | ----------------- |
| 1.  | 27. Oktober 2018   | Stockholm                | ITF $15.000 | Hartplatz (Halle) | Alexandra Viktorovitch     | Anastasia Kulikova Elena Malõgina          | 7:5, 7:5          |
| 2.  | 6. Oktober 2023    | Reims                    | ITF W25     | Hartplatz (Halle) | Martyna Kubka              | Julija Awdejewa Anna Chekanskaya           | 6:3, 6:2          |
| 3.  | 4. November 2023   | Näsbypark                | ITF W15     | Hartplatz (Halle) | Caijsa Wilda Hennemann     | Darija Lopatezka Darja Jessyptschuk        | 5:7, 6:1, [10:6]  |
| 4.  | 8. Juni 2024       | San Diego                | ITF W15     | Hartplatz         | Carolyn Campana            | Eryn Cayetano Lily Fairclough              | 63:7, 6:4, [11:9] |
| 5.  | 6. Juli 2024       | Kuršumlijska Banja       | ITF W15     | Sand              | Valentina Ivanov           | Michaela Bayerlová Jelena Cvijanovic       | 6:4, 6:71, [10:8] |
| 6.  | 27. Juli 2024      | Brežice                  | ITF W15     | Sand              | Kristina Novak             | Wiktorija Borodulina Emma Slavíková        | 6:2, 6:2          |
| 7.  | 24. August 2024    | Malmö                    | ITF W15     | Sand              | India Houghton             | Sarafina Hansen Carina Syrtveit            | 4:6, 6:2, [10:4]  |
| 8.  | 28. September 2024 | Santa Margherita di Pula | ITF W35     | Sand              | Daria Kuczer               | Silvia Ambrosio Julie Štruplová            | kampflos          |
| 9.  | 27. Oktober 2024   | Santa Margherita di Pula | ITF W35     | Sand              | Sapfo Sakellaridi          | Andreea Prisăcariu Federica Urgesi         | 6:3, 6:4          |
| 10. | 2. November 2024   | Täby                     | ITF W15     | Hartplatz (Halle) | Stéphanie Visscher         | Marie Mettraux Darja Jessyptschuk          | 6:0, 7:5          |
| 11. | 30. November 2024  | Wolkenstein              | ITF W50     | Hartplatz (Halle) | Martyna Kubka              | Carolina Kuhl Mia Ristić                   | 6:3, 6:0          |
| 12. | 7. Dezember 2024   | St. Ulrich               | ITF W35     | Hartplatz (Halle) | Weronika Falkowska         | Jekaterina Owtscharenko Emily Webley-Smith | 6:4, 1:6, [12:10] |
| 13. | 18. Januar 2025    | Palm Coast               | ITF W35     | Sand              | Jasmijn Gimbrère           | Ayana Akli Abigail Rencheli                | 6:4, 3:6, [10:8]  |
| 14. | 5. April 2025      | Nantes                   | ITF W50     | Hartplatz (Halle) | Martyna Kubka              | Sofia Costoulas Talia Gibson               | 6:3, 6:2          |
| 15. | 19. April 2025     | Calvi                    | ITF W75     | Hartplatz         | Lija Karatantschewa        | Riya Bhatia Sada Nahimana                  | 6:4, 6:3          |
| 16. | 19. Juli 2025      | Turin                    | ITF W35     | Sand              | Valentini Grammatikopoulou | Noemi Basiletti Federica Urgesi            | 6:3, 7:63         |
| 17. | 26. Juli 2025      | Mohammedia               | ITF W35     | Sand              | Anastassija Tichonowa      | Rinko Matsuda Sofia Rocchetti              | 6:2, 6:2          |